# Bitwa pod Teugen-Hausen
Bitwa pod Teugen-Hausen – bitwa, która została stoczona 19 kwietnia 1809, a jej skutkiem było zwycięstwo sił francuskich marszałka Davouta nad częścią armii austriackiej arcyksięcia Karola Habsburga. Bitwa ta była pierwszym starciem czterodniowej kampanii, którą zakończyło zwycięstwo wojsk napoleońskich w bitwie pod Eckmühl.

## Podłoże
We wczesnych godzinach rannych 10 kwietnia 1809 roku 140 000 austriackich wojsk przekroczyło, pod wodzą arcyksięcia Karola rzekę Inn i wkroczyło do Bawarii, podczas gdy jednocześnie arcyksiążę Jan przekroczył granicę włoską. Ta dwukierunkowa ofensywa była początkiem wojny V koalicji antyfrancuskiej. Zamiarem Cesarstwa Austriackiego było zniszczenie wojsk francuskich i ich sojuszników w czasie, gdy większość napoleońskich weteranów znajdowała się w Hiszpanii biorąc udział w zmaganiach wojny na Półwyspie Iberyjskim.
Napoleon nie spodziewał się, że Austriacy wypowiedzą mu wojnę i rozpoczną działania wiosną 1809 roku. W tej sytuacji w ciągu pierwszych kilku tygodni kampanii austriackiej Francuzi ponosili porażki. Tymczasem Napoleon natychmiast powrócił z Hiszpanii i rozkazał marszałkowi Berthier'mu rozpoczęcie formowania Wielkiej Armii, która miała składać się z francuskich i sprzymierzonych sił gromadzonych na brzegach Dunaju.
Austriacy kontynuowali swój marsz w głąb Bawarii, pchając przed sobą jej armię. III Korpus weteranów marszałka Davouta stał osamotniony w pobliżu Ratyzbony nad brzegiem Dunaju.
16 kwietnia Arcyksiążę Jan zaatakował i pokonał francusko-włoskie siły wicekróla Eugeniusza de Beauharnais pod Sacile, co zmusiło Eugniusza do cofnięcia się za Adygę.

## Bitwa
Arcyksiążę Karol zdawał sobie sprawę, jak słaba jest pozycja korpusu Davouta. Miał Dunaj za plecami, więc pokonanie go równałoby się całkowitemu zniszczeniu. Tę możliwość Karol postanowił wykorzystać, więc wydzielił ze swej armii trzy korpusy z zadaniem odnalezienia i uderzenia na korpus Davouta. Austriacy ruszyli na północ, w kierunku Ratyzbony, gdzie Davout powinien się znajdować.
Tymczasem francuski marszałek skierował swe siły na południowy wschód w nadziei, że uda mu się dołączyć do bawarskich lub francuskich wojsk. O godzinie 11 19 kwietnia, w pobliżu wioski Teugn, III Korpus Fryderyka księcia Hohenzollern-Hechingen napotkał niespodziewanie siły Davouta, stając wprost na drodze marszu dywizji generała Saint Hilaire'a.
Teren wokół Teugn był silnie zalesiony, co poważnie utrudniało obserwację. Hohenzollern pojął jednak, że znalazł się oko w oko z Davoutem. Natychmiast też przygotował swoje wojsko do odparcia spodziewanego ataku Francuzów. Natychmiast też posłał gońca do arcyksięcięcia, żądając podesłania stacjonującego w pobliżu IV Korupus, jak również I Korpusu Rezerwowego Grenadierów. W trudnym terenie goniec się pogubił, a Arcyksiążę, gdy wreszcie dostał depeszę, wahał się dość długo, czy może wysłać swój rezerwowy korpus bez dokładniejszego rozpoznania. W ten sposób Karol zaprzepaścił możliwość zniszczenia jednego z najlepszych korpusów armijnych Napoleona.
Wobec znakomitego przygotowania Davouta i jakości jego wojsk, oddziały Hohenzollerna miały niewiele szans na zwycięstwo. Davout wkrótce zepchnął III Korpus w kierunku wioski Hausen, otwierając sobie w ten sposób możliwość połączenia ze sojusznikami bawarskimi nadciągającymi od zachodu. Bitwa zakończyła się około godziny 17, kiedy to akcję przerwała silna burza. Obie strony straciły po około 4 000 ludzi, ale niewątpliwym zwycięzcą był III Korpus Davouta. Davout wkrótce dołączył do wojsk sprzymierzonych w okolicach Abensbergu.
Bitwa pod Teugn-Hausen to stracona szansa na poważne osłabienie przez Arcyksięcia Karola napoleońskiej Wielkiej Armii na początku kampanii roku 1809.